# Cố Luân Thuần Khác Công chúa
Cố Luân Thuần Khác Công chúa (chữ Hán: 固伦纯悫公主, 1685 - 1710), Công chúa nhà Thanh, Hoàng nữ thứ 10 của Khang Hi Đế, xếp thứ tự là Lục Công chúa.

## Cuộc sống
Cố Luân Thuần Khác Công chúa sinh vào giờ Ngọ ngày 16 tháng 2 (âm lịch) năm Khang Hi thứ 24 (1685), sinh mẫu là Thông tần Ô Lạp Na Lạp thị. Thế Tông từng nhận xét rằng "Trẫm lục muội Thuần Khác Công chúa tại nhật phú tính nhu gia, bỉnh tâm thục thận".
Năm Khang Hy thứ 45 (1706) tháng 5, Hoàng thập nữ hạ giá Thai cát Sách Lăng thuộc Bác Nhĩ Tế Cát Đặc thị của Mông Cổ Khách Nhĩ Khách. Tháng 11 cùng năm, được phong Hòa Thạc Thuần Khác Công chúa , chuyển đến Mông Cổ Sát Cáp Nhĩ.
Năm Khang Hi thứ 49 (1710), ngày 24 tháng 3, Thuần Khác Công chúa qua đời, hưởng dương 26 tuổi.
Năm Ung Chính thứ 2 (1724), Thế Tông gả con gái của Đôn Khác Công chúa cho con trai của Thuần Khác Công chúa là Tô Ba Thập Lễ (苏巴什礼). Ngoài của hồi môn hào phóng cho cháu gái, Thế Tông còn đem nhân hộ bồi giá của Đôn Khác Công chúa và Huyện quân - đích thê của Cung Cách Lạt Bố Thản, em trai Ngạch phò Sách Lăng - hợp lại trở thành Tương Hoàng Kỳ Mông Cổ kỳ hạ nhất Tá lĩnh, giao cho Tô Ba Thập Lễ quản lý. Đồng thời, chiếu theo lệ của Tông thất, phong Tô Ba Thập Lễ làm Phụ Quốc công, cao hơn tước Công của Mông Cổ.
Năm Ung Chính thứ 10 (1732), ngày 8 tháng 12, nhân Ngạch phò Sách Lăng đại thắng quân Chuẩn Cát Nhĩ, Thuần Khác Công chúa được truy phong Cố Luân Thuần Khác Công chúa, cũng là Cố Luân Thuần Khác Trưởng Công chúa .
Năm Càn Long thứ 15 (1750), trước khi Ngạch phò Sách Lăng qua đời, thỉnh cầu được hợp táng cùng Công chúa.